# برج الموت
يقع برج الموت (بالروسية: Башня смерти) (إدارة إقليم بيرم للشؤون الداخلية) في شارع كومسومولسكي في مقاطعة سفيردلوفسك بمدينة بيرم بروسيا. يعتبر من التراث الثقافي ذي الأهمية الإقليمية.

## تاريخ
تم بناء مبنى وزارة الداخلية في إقليم بيرم في الفترة مابين سنتي 1949م و1952م. لم يتم حفظ وثائق التصميم الخاصة بالمبنى؛ من المعروف فقط أنه تم بناؤه بحلول يوليو 1952م. تم بناء المبنى على طراز الكلاسيكية السوفياتية الضخمة.
أصبح المبنى أحد رموز بيرم، ويرجع اسم «برج الموت» أإلى كونه موضوع ومصدر للعديد من الأساطير الحضرية. على الرغم من حقيقة أن المبنى قد تم بناؤه بنهاية حكم ستالين، إلا أنه كان دائمًا ما تشغله وكالات الشؤون الداخلية، لذا فإن الأساطير الحضرية تربط المبنى بفترة القمع الستاليني في 1930-1940.